# Anthobaphes
Anthobaphes is een monotypisch geslacht van zangvogels uit de familie van de honingzuigers (Nectariniidae). De enige soort:
- Anthobaphes violacea – Oranjeborsthoningzuiger